# Strada statale 17 bis dir/A della funivia del Gran Sasso
La strada statale 17 bis dir/A della funivia del Gran Sasso è un'ex strada statale italiana.
La strada è stata dismessa dall'ANAS nel 2001.

## Percorso
La strada collega le frazioni dell'Aquila di Bazzano e Paganica, raccordando la strada statale 17 dell'Appennino Abruzzese ed Appulo-Sannitico con la Strada statale 17 bis della funivia del Gran Sasso e di Campo Imperatore.

### Tabella percorso
| della funivia del Gran Sasso |                                                                         |      |           |
| Tipo                         | Indicazione                                                             | ↓km↓ | Provincia |
|                              | dell'Appennino Abruzzese ed Appulo-Sannitico Bazzano                    | 0,0  | AQ        |
|                              | Zona industriale di Bazzano                                             | 0,8  | AQ        |
|                              | Paganica della funivia del Gran Sasso e di Campo Imperatore per Filetto | 3,0  | AQ        |